# 坎塔卢波-因萨比纳
坎塔卢波-因萨比纳（義大利語：Cantalupo in Sabina），是意大利列蒂省的一个市镇。总面积10.53平方公里，人口1731人，人口密度164.4人/平方公里（2009年）。ISTAT代码为057010。